# 혼다 이시로

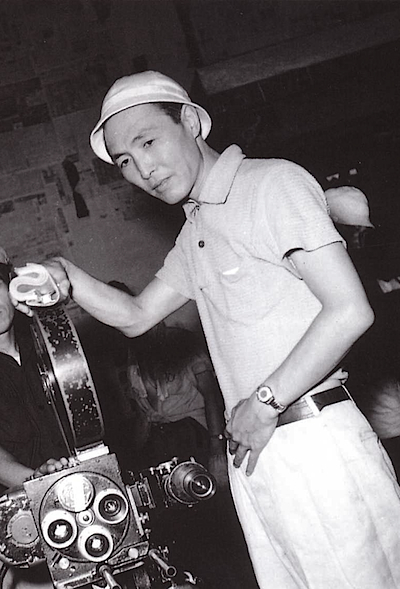
1953년의 혼다 이시로

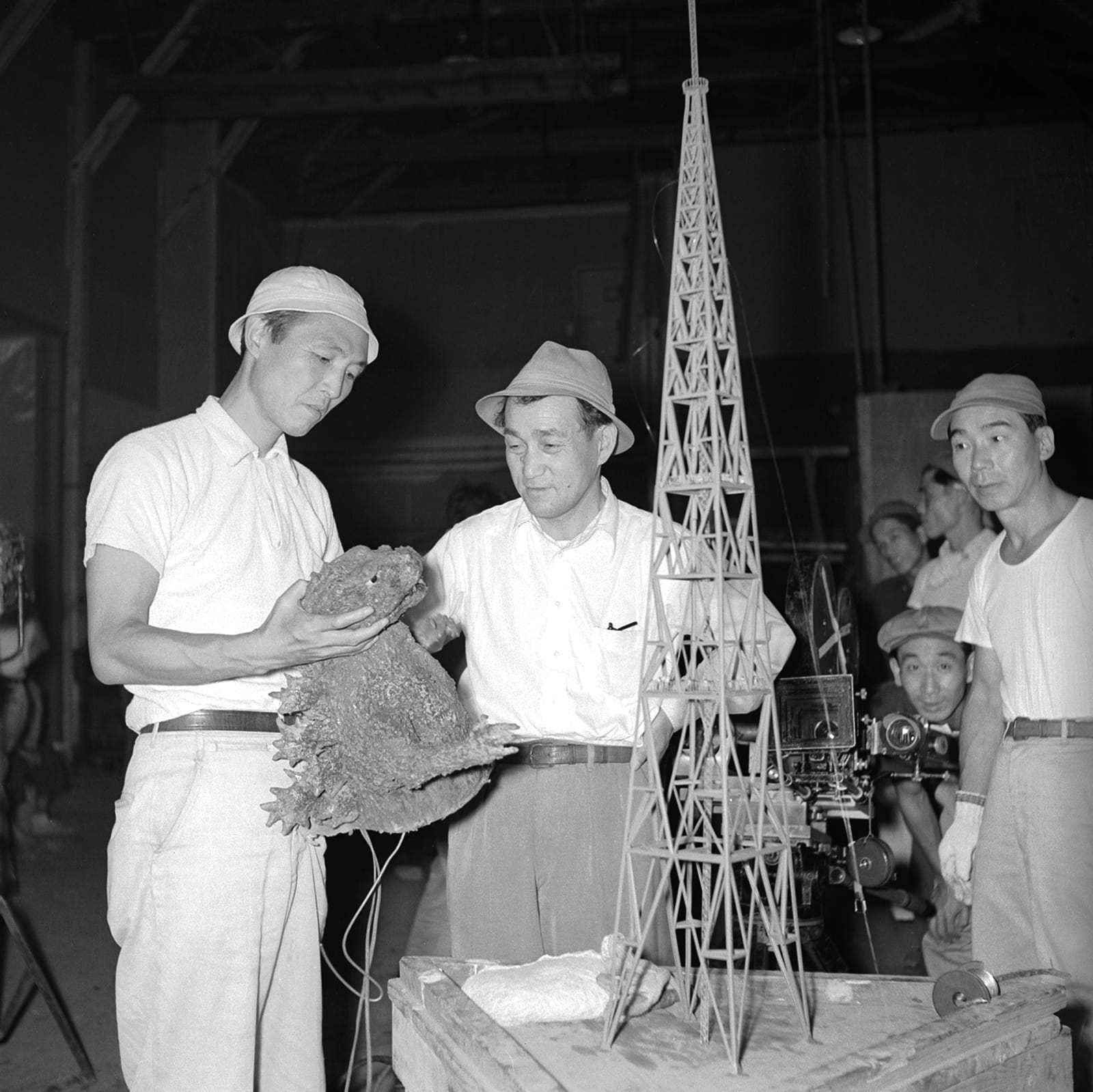
고질라 세트장에서 작업하고 있는 혼다 (왼쪽)

혼다 이시로(本多猪四郎, 1911년 5월 7일 ~ 1993년 2월 28일)는 일본의 영화 감독이다. 그는 고질라 시리즈를 포함하여 특촬 영화로 잘 알려져 있다.

## 감독
- 1975년: 고질라 16 : 메가고질라 대 고질라 (Revenge Of Mechagodzilla)
- 1969년: 고질라 11 : 리벤지 (Godzilla's Revenge)
- 1968년: 고질라 10 (Destroy All Monsters)
- 1967년: 킹콩의 역습 (King Kong Escapes / キングコングの逆襲)
- 1965년: 고질라 7 : 고질라 대 몬스터 제로 (Godzilla Vs. Monster Zero)
- 1964년: 고질라 5 : 모수라 대 고질라 (Mothra Vs. Godzilla)
- 1964년: 고질라 6 : 머리 셋 괴물 기드라 (Ghidrah, The Three-Headed Monster)
- 1962년: 고질라 4 : 킹콩 대 고질라 (King Kong Vs. Godzilla)
- 1956년: 고질라 3 : 괴수의 왕 (Godzilla, King Of The Monsters!)
- 1954년: 고질라 (Godzilla / Gojira)
- 1952년: 남극의 피부 (The Skin Of The South)
- 1951년: 파란 진주 (The Blue Pearl)